# 喜多 (市原市)
喜多（きた）は、千葉県市原市の市津地区にある大字。郵便番号は290-0167。

## 概要
市原市北部の市津地区にある。ほぼ地区の中央部に位置している。東部は山がちな傾向があり、西部は比較的平坦で住宅も見られる。

## 地理
北と東は潤井戸、西は古都辺、南は犬成と接している。

## 世帯数と人口
2017年（平成29年）11月1日現在の世帯数と人口は以下の通りである。
| 町丁字 | 世帯数  | 人口    |
| ------ | ------- | ------- |
| 喜多   | 725世帯 | 1,608人 |

## 通学区域
市立小学校・市立中学校及び県立高等学校の通学区域は以下の通りである
| 町丁字 | 番地 | 小学校             | 中学校             | 高等学校 |
| ------ | ---- | ------------------ | ------------------ | -------- |
| 喜多   | 全域 | 市原市立湿津小学校 | 市原市立湿津中学校 | 第9学区  |

## 施設
- あすなろ幼稚園

## 交通

### 鉄道
- なし

### バス
- 小湊鉄道

### 道路
- 千葉県道14号千葉茂原線